# Bo Bendixen
Bo Bendixen (født 14. august 1935 på Frederiksberg, død 31. januar 1988) var en dansk sanger, entertainer og danseinstruktør.
Bendixen var søn af danseinstruktør Frode Bendixen og hans hustru, danselærerinde Mitzi Bendixen. Han uddannede sig til danselærer og åbnede danseskoler i Kolding, Fredericia, Vejle og Esbjerg. I 1960'erne optrådte han og søsteren, Britt Bendixen, i et tv-show med Sejr Volmer-Sørensen som vært, hvor de lærte danskerne at danse jenka.